# Casa Air Service
Casa Air Service is een Marokkaanse luchtvaartmaatschappij die is opgericht in 1995. Casa Air Service is een bedrijf dat privé-vluchten aanbiedt, nationaal en internationaal. De hub is Mohammed V International Airport, Casablanca.

## Vloot
- 1 Corvette 100
- 1 Cessna 414
- 1 Cessna 182